# James Arthur (matematico)
James Grieg Arthur (Hamilton, 18 maggio 1944) è un matematico canadese, specializzato in forme automorfiche, ed ex presidente dell'American Mathematical Society. Attualmente è nel dipartimento di matematica dell'Università di Toronto.

## Biografia
Nato a Hamilton, in Ontario, Arthur conseguì un Bachelor of Science all'università di Toronto nel 1966, e un Master of Science alla stessa istituzione nel 1967. Conseguì il Ph.D. all'università Yale nel 1970. È stato uno studente di Robert Langlands; la sua tesi si chiama Analysis of Tempered Distributions on Semisimple Lie Groups of Real Rank One.
Arthur ha insegnato a Yale dal 1970 al 1976. Si è unito alla facoltà dell'università Duke nel 1976. È stato un professore all'università di Toronto dal 1978. È stato quattro volte uno studente visitante all'Institute for Advanced Study tra il 1976 e il 2002.

## Contributi
Arthur è noto per la Arthur–Selberg trace formula, che generalizza la Selberg trace formula dal caso a rango uno (dello stesso Selberg) a gruppi riduttivi generali, uno dei più importanti strumenti per fare ricerca sul programma Langlands. Ha anche introdotto la congettura di Arthur.

## Riconoscimenti
Arthur è stato eletto Fellow of the Royal Society of Canada nel 1981 e Fellow of the Royal Society nel 1992. Nel 1993 vinse il premio Jeffery-Williams. È stato eletto un membro straniero onorario dell'American Academy of Arts and Sciences nel 2003. Nel 2012 è diventato fellow dell'American Mathematical Society, mentre dal 2019 è fellow della Canadian Mathematical Society.